# Diêm Trình

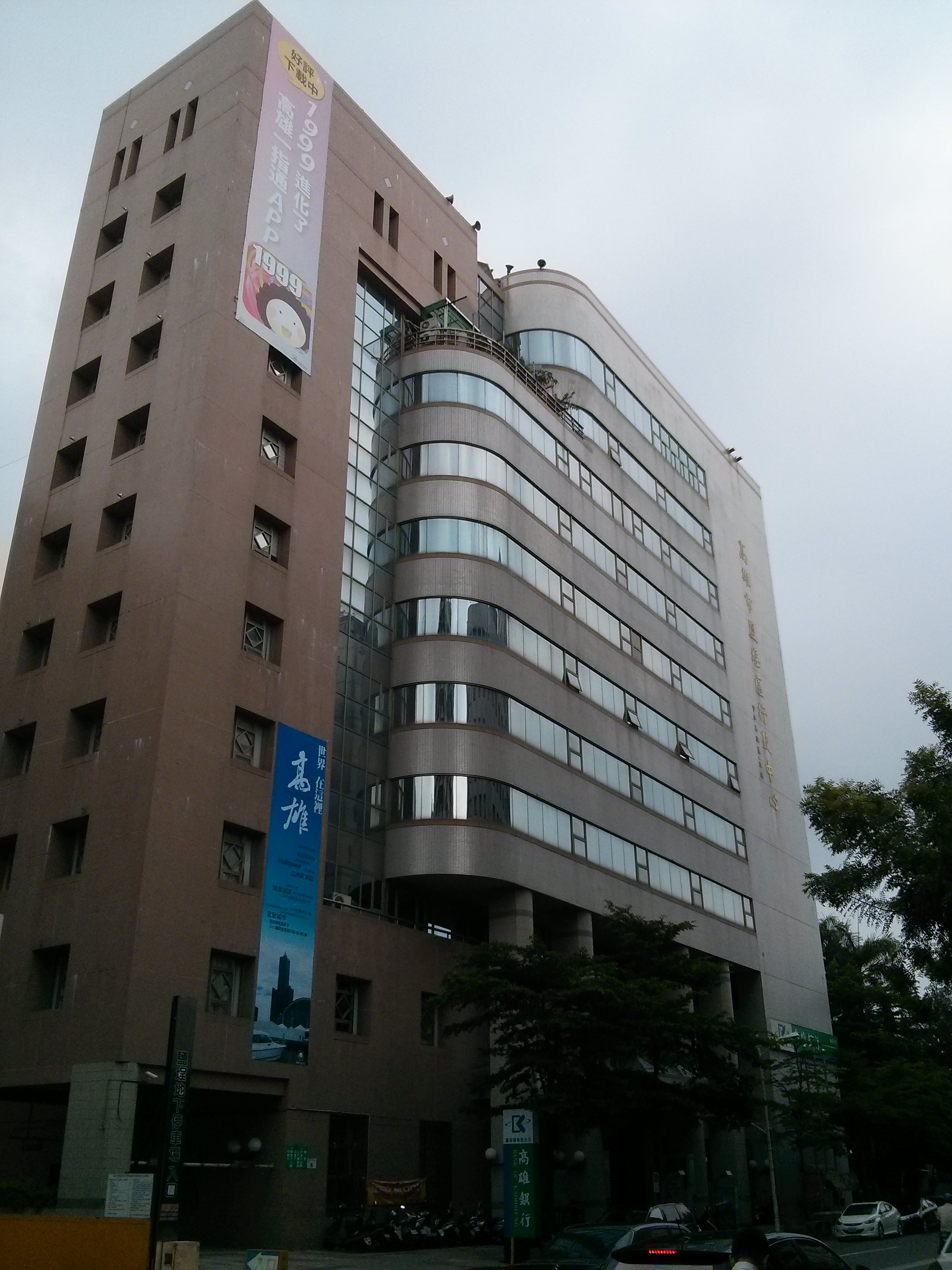
Văn phòng Diêm Trình khu

Diêm Trình (tiếng Trung: 鹽埕區; bính âm: Yánchéng Qū) là một khu (quận) của thành phố Cao Hùng, Trung Hoa Dân Quốc (Đài Loan). Khu vực quận vốn là vùng đầm lầy nhưng đã được cải tạo và phát triển cùng với sự nhộn nhịp của cảng Cao Hùng. Quận hiện không còn là khu vực sầm uất nhất của thành phố do xu hướng dịch chuyển về phía đông nhưng nền kinh tế hiện cũng có nhiều khởi sắc. Diêm Trình có diện tích 1,4161 km² và là quận có diện tích nhỏ nhất tại thành phố. Dân số Diêm Trình vào tháng 8 năm 2011 là 26.986 người thuộc 11.139 hộ gia đình, mật độ cư trú là 19056,6 người/km².